# Listă de alegeri anulate
Aceasta este o listă de alegeri electorale politice ale căror rezultatele au fost anulate după ce au avut loc, uneori legal, alteori în urma unei lovituri de stat sau a unei revoluții. Anulările parțiale (în una sau câteva diviziuni administrative) sunt omise.

## Alegeri naționale

### Secolul al XX-lea
- Alegeri pentru Adunarea Constituantă Estonă, 1918[1] (vezi și Adunarea Constituantă Estonă)
- Alegeri generale în Bolivia din mai 1925 (câștigate de José Gabino Villanueva)[2]
- Alegeri generale în Brazilia, 1930 (câștigate de Júlio Prestes⁠(d), urmate de Revoluția Braziliană din 1930)[3]
- Alegeri prezidențiale în Ecuador, 1931 (câștigate de Neptalí Bonifaz Ascásubi)[4]
- Alegeri generale din Bolivia, 1934 (câștigate de Franz Tamayo⁠(d))[5]
- Alegeri prezidențiale în Peru, 1936 (câștigate de Luis Antonio Eguiguren⁠(d))[6]
- Alegeri generale în Costa Rica, 1948 (câștigate de Otilio Ulate Blanco⁠(d), urmate de Războiul Civil din Costa Rica)[7]
- Alegeri generale în Guatemala, 1957 (câștigate de Miguel Ortiz Passarelli)[8]
- Alegeri prezidențiale din Cuba, 1958 (câștigate de Andrés Rivero Agüero⁠(d), urmate de Revoluția Cubaneză)
- Alegeri legislative în Iran, 1960[9]
- Alegeri legislative în Argentina, 1962 (anulate de o lovitură de stat 10 zile mai târziu)
- Alegeri generale în Peru, 1962 (câștigate de Víctor Raúl Haya de la Torre)
- Alegeri generale în Sierra Leone, 1967 (Siaka Stevens a depus jurământul de prim-ministru, dar a fost răsturnat în aceeași zi)
- Alegeri prezidențiale în Dahomey din mai 1968 (câștigate de Basile Adjou Moumouni)
- Alegeri prezidențiale în Dahomey din 1970 (câștigate de Justin Ahomadegbé )
- Alegeri generale în Lesotho, 1970 (câștigate de Partidul Congresului din Basotho )
- Alegeri generale în Bolivia, 1978
- Alegeri generale în Guatemala, 1982 (câștigate de Ángel Aníbal Guevara, urmate de o lovitură de stat)
- Alegeri prezidențiale în Filipine, 1986 (câștigate de Ferdinand Marcos, urmate de Revoluția Puterii Populare)
- Alegeri generale în Panama, 1989 (câștigate de Guillermo Endara, anulate înainte ca votul să fie complet, urmate de invazia SUA a Panama)
- Alegeri generale în Birmania, 1990 (câștigate de Liga Națională pentru Democrație)
- Alegeri legislative în Algeria, 1991 (câștigate de Frontul Islamic al Salvării, urmate de Războiul Civil din Algeria)
- Alegeri generale în Africa Centrală, 1992
- Alegeri prezidențiale în Nigeria, 1993 (câștigate de Moshood Kashimawo Olawale Abiola)
- Alegeri parlamentare în Mali din aprilie 1997
- Alegeri generale în Peru, 2000

### Secolul al XXI-lea
- Alegeri legislative din Georgia, 2003 (urmate de Revoluția Trandafirilor)
- Alegeri de vicerege din Papua Noua Guinee din septembrie 2003 (vot parlamentar câștigat de Sir Albert Kipalan)
- Alegeri de vicerege din Papua Noua Guinee din decembrie 2003 (vot parlamentar câștigat de Sir Pato Kakaraya)
- Alegeri prezidențiale din Abhazia, 2004
- Rezultatele inițiale ale turului doi la alegerile prezidențiale din Ucraina din 2004 (câștigate de Viktor Ianukovici, urmate de Revoluția Portocalie)
- Alegeri parlamentare din Kirghizia, 2005 (urmate de Revoluția Lalelelor)
- Alegeri legislative din Thailanda din aprilie 2006 (urmate de lovitura de stat thailandeză din 2006)
- Alegerile Adunării Constituționale din Islanda, 2010
- Alegeri prezidențiale din Kosovo, 2011 (vot parlamentar câștigat de Behgjet Pacolli)
- Alegeri prezidențiale din Osetia de Sud, 2011 (câștigate de Alla Jioieva; Leonid Tibilov ales în 2012 )
- Alegeri parlamentare în Egipt, 2011–2012
- Alegeri prezidențiale în Guineea-Bissau, 2012 (turnul al doilea anulat după o lovitură de stat)
- Alegeri generale în Kuweit din februarie 2012
- Alegeri generale în Kuweit din decembrie 2012
- Alegeri prezidențiale în Maldive, 2013 (reluare a primului tur)
- Alegeri generale în Thailanda, 2014 (urmate de lovitura de stat din Thailanda din 2014)
- Alegeri prezidențiale în Haiti, 2015
- Rezultatele inițiale ale turului doi la alegerile prezidențiale din Austria, 2016[10][11]
- Alegeri generale în Kenya, 2017 (doar alegerile prezidențiale care au fost convocate inițial pentru Uhuru Kenyatta)
- Alegeri generale în Malawi, 2019
- Alegeri generale în Bolivia, 2019 (urmate de criza politică din Bolivia din 2019)
- Alegeri prezidențiale în Abhazia, 2019
- Alegeri parlamentare în Kirghizia din octombrie 2020 (cauzate de proteste în masă)
- Alegeri generale în Myanmar, 2020 (urmate de lovitura de stat din Myanmar, 2021)
- Alegeri generale în Gabon, 2023 (urmate de lovitura de stat din Gabon din 2023 )
- Alegerile prezidențiale din România, 2024

## Alegeri locale
- Alegerile pentru Congresul statului New York din 1812. Statul a acordat încă 10 districte după ce a comparat rezultatele recensământului din 1790 cu rezultatele recensământului din 1810. Noi alegeri au avut loc în decembrie 1812.
- Alegerile provinciale din Buenos Aires din aprilie 1931
- Alegerile provinciale din Entre Ríos din 1943 (anulate printr-o lovitură de stat)
- Alegerile provinciale din Argentina din 1962 (anulate printr-o lovitură de stat)
- Alegerile provinciale din Mendoza din 1966 (anulate printr-o lovitură de stat)
- Alegerile pentru Senatul Statelor Unite ale Americii în New Hampshire din 1974
- A șasea alegere din districtul Congresului din Louisiana 1974-75 (alegerile inițiale au fost invalidate după defecțiuni ale aparatului de vot; Henson Moore a fost ales ulterior în fața lui Jeff LaCaze)
- Alegerile provinciale din Corrientes, 1992
- Alegeri regionale în Molise, 2000
- Alegeri regionale în Molise, 2011
- Alegerile pentru guvernator din Primorsky Krai, septembrie 2018
- Al 9-lea district electoral al Congresului din Carolina de Nord din 2018 (câștigat de Mark Harris; Dan Bishop ales în 2019)
- Alegerile pentru primarul din Istanbul, martie 2019
- Alegerile de stat din Berlin, 2021
- Alegerile departamentale din Gabon, 2023 și alegerile locale din Gabon, 2023 (urmate de lovitura de stat din Gabon din 2023 )

## Alegeri la care candidatul câștigător a decedat înainte de a prelua funcția
- Alegerile pentru Camera Deputaților din Santiago del Estero, Argentina din 1908 (Mariano Santillán Jr. ales, asasinat)
- Alegerile pentru Camera Deputaților din San Luis, Argentina din 1916 (alesul Miguel B. Pastor)
- Alegerile generale din Brazilia, 1918 (câștigate de Francisco de Paula Rodrigues Alves)
- Alegerile generale din Mexic, 1928 (câștigate de Álvaro Obregón, asasinat)
- Alegerile provinciale din Santa Fe, 1946 (câștigate de Leandro Meiners)
- Alegerile provinciale din La Rioja, 1946 (câștigate de Leonvino Martínez)
- Alegerile pentru guvernator din Georgia, 1946 (câștigate de Eugene Talmadge)
- Alegerile prezidențiale din Africa de Sud, 1967 (câștigate de Theophilus Dönges)
- Alegerile pentru Camera Reprezentanților Statelor Unite din 1972 în Alaska (câștigate de Nick Begich)
- Alegerile pentru Camera Reprezentanților Statelor Unite din 1972 în districtul 2 al Congresului din Louisiana (câștigate de Hale Boggs)
- Alegerile prezidențiale din Liban din august 1982 (câștigate de Bashir Gemayel, asasinat)
- Alegerile prezidențiale din Brazilia, 1985 (câștigate de Tancredo Neves)
- Alegerile pentru Senatul Statelor Unite din Missouri din 2000 (câștigate de Mel Carnahan)
- Alegerile pentru Camera Reprezentanților Statelor Unite din 2002 în districtul 2 din Hawaii (câștigat de Patsy Mink)
- Alegerile pentru Camera Deputaților din Santiago del Estero, Argentina din 2011 (alesul Jorge Raúl Pérez)
- Alegerile pentru Senatul din Neuquén, Argentina, 2019 (Horacio „Pechi” Quiroga ales)

## Referendumuri anulate
- Plebiscitul de creare a Regiunii Autonome Cordillera din 1990
- Plebiscitul de creare a regiunii Shariff Kabunsuan, Filipine din 2006
- Referendumul Căii Ferate Slovene din 2017
- Unul dintre referendumurile elvețiene din 2016 privind impozitarea, anulat în 2019 de Curtea Supremă Federală.[12][13]